# گروه کی‌کام
گروه کی‌کام (انگلیسی: KCOM Group) شرکت مخابرات بریتانیایی است، که در سال ۱۹۰۲ تأسیس شد.